# Nguyễn Đức Xuyên
Nguyễn Đức Xuyên (阮德川) (1759 – 1824) là một võ quan đại thần dưới triều Nguyễn. Ông tham gia cuộc chiến của chúa Nguyễn Ánh chống lại triều Tây Sơn rồi làm quan dưới thời vua Gia Long và Minh Mạng.  Tước phong Khoái Châu Quận công (快州郡公)

## Cuộc đời

### Di dời vào phương Nam
Tổ tiên của ông là người gốc ở phủ Thừa Thiên, đến đời cha của ông thì chuyển vào Gia Định sinh sống. Dòng họ Nguyễn của ông có nhiều người đã từng lập chiến công lẫy lừng dưới thời Lê Trung hưng, như tướng Nguyễn Hữu Liêu. Đến đời thứ 13, ông nội của Nguyễn Đức Xuyên là Nguyễn Đức Triêm đã rời Thuận Hóa bỏ vào Quy Nhơn sinh sống. Sang đời ông Nguyễn Đức Quảng lại chuyển vào sống ở Gia Định, là cha của Nguyễn Đức Xuyên. Tại đây, ông Quảng đã ra tòng quân, nhưng vì tuổi cao sức yếu nên giữa chừng phải quay về.
Nguyễn Đức Quảng có ba người con trai. Con trưởng là Nguyễn Đức Thái ra phò Nguyễn Ánh (vua Gia Long sau này), thăng đến chức Khâm sai Cai cơ. Con thứ ba là Nguyễn Đức Ngữ (Thu) đầu quân cho Tây Sơn, thăng đến chức Đô đốc, nhưng sau đó lại hàng dưới trướng Nguyễn Ánh.

### Chống Tây Sơn
Nguyễn Đức Xuyên là người con thứ hai của ông Quảng, người khỏe mạnh lại mưu lược, tinh thông võ nghệ. Năm 1780, Xuyên tòng quân theo Nguyễn Ánh, được nhập vào hàng Cấm vệ binh bảo vệ chúa, phong làm Đội trưởng.
Năm Quý Mão (1783), quân Tây Sơn tiến đánh quân Nguyễn Ánh, Ánh phải chạy sang Xiêm lánh nạn. Xuyên cùng Nguyễn Văn Mẫn hộ vệ cung quyến. Khi giáp mặt ở đảo Điệp Thạch (tên gọi trước đây của Hòn Chông ở Kiên Giang), quân của Ánh bị thua, Nguyễn Đức Xuyên phải trốn thoát theo đường bộ.
Năm Giáp Thìn (1784), Nguyễn Ánh từ Vọng Các về Gia Định, Xuyên đến gặp rồi theo chúa đánh giặc, nhưng lại bị thất trận, phải lui về Hà Tiên, Xuyên theo hầu. Nguyễn Ánh đi một ngày đêm chưa ăn gì. Xuyên chạy vào nhà dân xin cơm, người dân hỏi Xuyên rằng, người đi võng phía trước có phải là chúa cũ không, Xuyên nói dối rằng không phải. Dân bảo rằng đã nhìn trộm và thấy rồi, không giấu nhau được, khuyên Xuyên về đi, khi nào cơm chín thì xin đem dâng chúa. Năm đó, Nguyễn Ánh tiếp tục lên đường sang Xiêm, Xuyên vì giết lầm một người buôn ở nước Xiêm, sợ bị xét hỏi đến nên không đi theo chúa, mới ở lại Lịch Khương (một địa danh của Xiêm).
Mùa thu năm Đinh Mùi (1787), Nguyễn Ánh về nước, Xuyên được thăng chức Cai đội, chuyển làm Cai đội nội Túc trực, cùng với Nguyễn Văn Khiêm đến Bình Thuận xem tình hình và thu thuế dầu, thuế vải.
Năm Nhâm Tý (1792), vua thân hành đi đánh giặc ở Quy Nhơn, đến cửa biển Thị Nại, Xuyên đốc thúc chiến thuyền theo quân Nguyễn Văn Trương vào trước, các quân tiến sau, quân Tây Sơn bị đánh tan. Năm sau, Xuyên lại đi theo chúa đánh Quy Nhơn, Đô đốc bên giặc tên Đẩu giữ đồn Khố Sơn để chống cự. Quân của Xuyên đến dưới núi không thể tiến được. Xuyên một mình đi trước gọi giặc bảo rằng: “Nay quân nhà vua, đã đánh được Song Kiều cho đến Tháp Cát, chủ ngươi thu quân vào thành. Đại binh 4 mặt đánh vây, thành Quy Nhơn bất nhật hạ được, bọn ngươi vì Đẩu cô quân cố giữ, để tự chịu lấy chém giết ư?”. Quân nghe Xuyên nói, có ý muốn hàng, Xuyên báo ngay cho Trương đem quân tiếp tiến, giặc mở cửa đồn ra đón quan quân, Đẩu sợ chạy, Xuyên bèn lấy được đồn ấy, tiến vây thành Quy Nhơn. Quân viện trợ của giặc đến, Xuyên đem quân về. Vì có công lớn nên Xuyên được thăng Vệ úy vệ Hùng Vũ quân Thần Sách.
Năm Ất Mão (1795), Nguyễn Đức Xuyên cùng tướng Lê Văn Duyệt vào Quy Nhơn, đánh được Đô đốc giặc là Lê Văn Phong ở đồn Đảo Lô, giặc tan.
Năm Bính Thìn (1796), giặc Đồ Bà ở ngoài biển Hà Tiên đóng ở bể cướp bóc, làm trở ngại đường biển. Gặp khi sứ nước Xiêm về nước, vua sai Nguyễn Đức Xuyên đem hơn 10 chiếc thuyền sứ đưa ra khỏi địa phận, Xuyên đến đảo Phú Quốc dò biết chỗ thuyền giặc đậu, bèn chia thuyền quân làm 3 đường, nhân lúc giặc không phòng bị, ngầm đến đánh úp thuyền giặc, đánh đắm được một chiếc, còn các thuyền khác đều tan chạy, đuổi theo lấy được 10 chiếc thuyền, bắt được một người tù trưởng và bè lũ hơn 80 người, súng ống khí giới không biết bao nhiêu mà kể. Xiêm cũng sai tướng đem thủy binh đi tuần bắt, khi đến thì giặc Đồ Bà đã tan, bèn tiếp sứ bộ rồi về. Từ đấy, giặc Đồ Bà trốn xa, người nước Xiêm cũng sợ tiếng của ông Xuyên.
Năm Mậu Ngọ (1798), Nguyễn Đức Xuyên được thăng làm Phó thống Hậu đồn. Năm Kỷ Mùi (1799), Xuyên kiêm quản cơ ngũ tượng đi đánh Quy Nhơn, giặc xâm phạm đồn Tháp Cát, Xuyên bị đạn lạc nên bị thương ở trán. Ông băng vết thương lại rồi đánh, phá tan được quân giặc, bắt được hơn 20 con voi trận, tin thắng trận tâu lên, chúa khen ngợi ban cho 500 quan tiền.
Năm Canh Thân (1800), Nguyễn Đức Xuyên dược thăng Tri tượng chính Đô thống chế Thần sách, đem quân theo hầu chúa Nguyễn Ánh đến cứu viện Bình Định. Xuyên đến Diên Khánh, nghe mật thám báo Tư đồ bên giặc là Vũ Văn Dũng đem quân thủy bộ xâm phạm Phú Yên, thế rất to lớn. Xuyên nghĩ quân giặc nhiều, quân mình ít, dâng sớ xin rút quân về Phan Rí, đợi thủy binh đến rồi mới cùng tiến. Chúa chuẩn cho. Xuyên bèn tiến quân theo Nguyễn Văn Thành điều khiển. Quân của hai ông Xuyên và Thành đóng ở núi Kỷ Thạch, quân giặc dựa núi cố giữ. Xuyên xua quân đánh úp, giặc chạy đến La Thai, Xuyên đuổi đánh phá tan được.
Bấy giờ gặp hàng tướng là Từ Văn Chiêu làm phản, vua sai Lê Văn Duyệt tiến quân đến Cù Mông, sai Nguyễn Đức Xuyên chia voi và quân làm hai, một nửa thuộc về quân của Thành, một nửa thì tự theo Duyệt. Xuyên dâng sớ nói rằng: “Đánh ở trên bộ, thì voi là cần, đồn bên tả nhiều quân giặc hàng, mưu tất tiết lộ, quân nếu chia làm hai, giặc tất nhân lúc sơ hở, sợ khó giữ được vẹn toàn. Thần ở lại Kỵ Dã, mà quân đồn bên tả thì đem hết đến Cù Mông, để ngăn sự lo về sau”. Vua bảo rằng: “Ở Kỵ Dã đất hiểm, dùng voi khó lắm, ở Cù Mông đất bằng phẳng, đánh bằng voi thì lợi, ngươi phải đi ngay”. Xuyên phụng mệnh đến Cù Mông.
Mùa thu năm đó, Nguyễn Văn Thành đánh giặc ở đồn Chủ Sơn, không được, Phó Vệ úy là Nguyễn Công Trọng chết trận, Nguyễn Đức Xuyên dâng sớ nói rằng: “Việc vây ở Bình Định, giặc tất giữ lâu, mà quân ta thì đánh mau chóng mới có lợi. Nay gió Tây Bắc gấp, thuyền quân ta không tiện; mà núi khe cao hiểm, vốn không quen thuộc, nếu đánh gấp sợ cầu được làm may mà thôi. Võ Tánh ở trong thành tất phải cố giữ, nay nên hoãn đánh chọn quân đầu hàng và già yếu đưa về Gia Định, để bớt phung phí, mùa xuân năm sau gió tiện, thần xin đem thuyền quân tiến đánh Thuận Quảng cắt mất đường vận lương của giặc, chúng tự cứu không rồi, thì vây ở Bình Định tự giải được”.
Mùa đông năm đó, Nguyễn Đức Xuyên được phong Quản cơ Thập tượng. Giặc xâm phạm đồn Thần Vệ, Xuyên đánh phá được, bắt được hơn 100 quân giặc. Gặp khi Nguyễn Ánh mưu đánh hỏa công đốt thuyền giặc, hỏi các tướng rằng: Ai có thể di? Tống Viết Phước xin đi, vua toan y cho, bảo kín Thành và Xuyên, gặp lúc Xuyên bị bệnh, vua sai Nguyễn Cửu Kỷ đem nhân sâm ban cho. Xuyên nói với Kỷ rằng: “Nghe tin chúa thượng làm kế hỏa công, mà Phước xin đi, theo Xuyên tính liệu thì Phước tuy khỏe nhưng phạm phải khinh suất tiến quân; Lê Văn Duyệt khỏe mà có mưu, nếu sai Duyệt đi, thì việc tất thành, không thì Xuyên xin đi”. Kỷ đem việc ấy tâu lên, chúa bèn triệu sai Duyệt.
Canh thân, năm thứ 21 [1800], Tống Viết Phước và Lê Văn Duyệt đến Thị Dã. Nguyễn Văn Thành sai Duyệt giữ bảo làm chính binh, tự mình đem các đạo quân làm kỳ binh... Thành và Duyệt tức thì đốc suất quân và voi sấn lại đón đánh, phá được. Chiêu thoát chạy. Đô đốc giặc Nguyễn Đức Thu đem thuộc hạ hơn 20 người ra hàng... Sai hàng tướng là Nguyễn Đức Thu theo Nguyễn Đức Xuyên sai phái đánh giặc. (Thu là em của Đức Xuyên).
Mùa xuân năm Tân Dậu (1801), phá tan được trận Thị Nại, Nguyễn Đức Xuyên cùng Nguyễn Văn Thành chiêu quân đánh các đồn giặc ở Vân Sơn, Phú Trung, chém được Đô đốc giặc và bắt được hai con voi. Mùa hạ, vua đem thuyền quân tiến đánh Phú Xuân, Xuyên theo Nguyễn Văn Thành và Nguyễn Hoàng Đức ở lại Bình Định chống giữ với giặc, Nguyễn Ánh triệu Xuyên dụ rằng: “Nguyễn Văn Thành tính thích khoe khoang, nhiều khi mất lòng tướng tá, để ngươi ở đấy, phải sửa chữa lỗi lầm ấy, để giúp việc nước”. Rồi chúa ban cho Xuyên một cái áo trận và một chén rượu mà chúa hay dùng, Xuyên cúi đầu tạ ơn.
Tháng 5 (âm lịch) năm đó, đại binh lấy lại được Phú Xuân, tướng giặc là Lê Danh Phong đến xin hàng. Lê Văn Duyệt tin Phong có thể dùng được việc lớn, Nguyễn Đức Xuyên ở quân thứ nghe tin, dâng sớ tâu mật: “Phong đối với giặc rất thân tín, cũng như thần cùng Nguyễn Văn Thành đối với nước. Thành cùng thần không phản quốc, thì bọn Phong theo hàng ta không phải là lòng chân thành. Duyệt không xét, bèn đem Phong cử lên, đó là Lê Chất sai khiến. Chất về hàng ta đã lâu, trước đây đuổi giặc không kịp, bên ngoài còn có nghi kị, huống chi là Phong. Chúa thượng khó nhọc lâu năm, mới lấy lại được cựu kinh, về việc dùng người, quan hệ không phải là nhỏ, xin người để ý”. Nguyễn Ánh khen ngợi lòng trung của Xuyên nhưng cũng răn đe sự nghi kỵ của Xuyên với Lê Chất và Lê Văn Duyệt: "Lòng trung ái của ngươi, ta đã rõ rồi. Phong  không đủ tin, ta đã riêng có cách ngăn ngừa. Hãy tạm để đó. Còn như việc Chất đi đuổi giặc, sao lại có thể bàn một cách khinh suất? Khi quân ta đến, Quang Toản gấp đường chạy ra Bắc, chưa đầy hai ngày mà đã vượt qua sông Gianh. Thủy quân của Nguyễn Văn Trương được gió no buồm đuổi còn chẳng kịp, huống bộ binh của Chất ngày đêm mỏi mệt ư? Mọi người yêu cũng phải xét, mọi người ghét cũng phải xét, chớ lấy việc đó mà ngờ Chất".
Năm Nhâm Tuất (1802), Nguyễn Đức Xuyên cùng tướng giặc Nguyễn Văn Diệu đánh nhau ở Kỳ Sơn, bị thua, phó tướng Nguyễn Văn Huệ chết trận, Xuyên bèn dâng sớ xin chịu tội, vua dụ bảo rằng: “Ngươi đối với nhà nước, nghĩa thì là vua tôi tình cũng như cha con, cố gắng cùng các tướng sĩ cùng lòng hợp sức, để giết bọn giặc điên cuồng, chớ vì một việc xảy ra mà ngã lòng”. Tháng 3, thành Bình Định hạ được, chúa triệu Xuyên về kinh.

### Thời Gia Long
Thế nước đã xong, Nguyễn Ánh chính thức xưng Đế, lập ra triều Nguyễn, lấy niên hiệu là Gia Long. Gia Long năm thứ nhất (1802), mùa hạ, Nguyễn Đức Xuyên hộ giá theo vua Bắc phạt, đến Thanh Hóa, vua cho ông ở lại làm Đốc trấn, ban tước Quận công. Tháng 8, vua triệu Xuyên đến Bách Thành ban cho quyền coi quân Thần Vũ, rồi phụng chiếu cùng Lê Văn Duyệt chia đi tuyển binh trong 5 trấn, rồi được ban 1000 hộc lúa. Mùa đông năm đó, Xuyên theo hầu vua hồi kinh, lại gặp tang cha.
Năm thứ 2 (1803), mùa hạ, Nguyễn Đức Xuyên làm Chưởng tượng chính kiêm Cai tào vụ. Mùa thu năm đó có việc giao bang, Xuyên theo hầu vua đi tuần ngoài Bắc. Năm thứ 3 (1804), lễ bang giao xong, Xuyên theo vua hồi loan. Vua có khi say mê âm nhạc, Xuyên cùng Nguyễn Văn Nhân dâng sớ thiết tha can ngăn. Vua khen là nói phải, dụ rằng: “Trẫm không vì đó mà trễ triều chính. Bọn khanh sao lo xa thế?”.
Trước đây, Nguyễn Đức Xuyên tịch thu gia sản của ngụy quan, lấy riêng nhà vườn của đô úy ngụy là Nguyễn Dự đem cho Vệ úy Nguyễn Đình Đề. Đến nay vợ Nguyễn Dự là Trần thị tố cáo, Xuyên dâng sớ xin nhận tội. Vua không muốn vì lỗi nhỏ mà bỏ kẻ có công, đặc ơn miễn cho, sai đem nhà vườn trả lại cho Trần thị. Năm thứ 7 (1808), mùa thu, Xuyên được trao thêm chức Khâm sai Chưởng tượng quân.
Năm thứ 14 (1815), lễ an táng Thừa Thiên Cao Hoàng hậu, hoàng hậu chánh cung của vua Gia Long, Nguyễn Đức Xuyên được sung chúc Phù liễn sứ.
Năm thứ 18 (1819), Xuyên tâu nói: “Trong nước tuy yên, không nên bỏ quên việc đánh, xin sai các thành doanh trấn, hàng năm cứ tháng giêng, tháng 7 duyệt tập voi, đều 3 ngày”. Vua y cho.

### Thời Minh Mạng
Minh Mạng năm thứ nhất (1820), mùa hạ, cử hành lễ an táng Thế Tổ Cao Hoàng đế Gia Long, Nguyễn Đức Xuyên sung chức Phù liễn sứ. Năm thứ 2 (1821), dựng Thế miếu, Xuyên coi việc đó. Mùa thu năm đó, vua đi tuần ngoài Bắc, Xuyên sung làm chức Thị vệ đại thần, đi theo vua. Lễ bang giao, Xuyên làm sứ giả nhận sắc.
Chưởng tượng quân Đức Xuyên tính vốn hào phóng, chi tiêu rất rộng. Ông lập ra ban tuồng có bộ nam bộ nữ, cho thiếp thất nàng hầu xen lẫn ở trong bộ nữ. Vì chi dùng trong nhà không đủ nên ông mới tâu với vua Minh Mạng cho xin lấy lương bổng năm sau. Vua đặc cách ban cho 1000 quan tiền và 1000 phương gạo. Vua dụ rằng: “Nếu có không đủ, lại tâu với trẫm, nhà nước đối với ngươi không tiếc gì đâu”.
Năm thứ 5 (1824), Nguyễn Đức Xuyên trở bệnh. Vua sai thị vệ đến thăm hỏi, một ngày đến mấy lần. Đức Xuyên cố gượng làm tờ tấu rằng: “Thần trước thờ Tiên đế, gọi có chút khó nhọc nhỏ mọn. Từ khi Hoàng thượng lên ngôi đến nay được ân nhiều mà chưa từng đánh một trận bị một thương để báo đáp chút đỉnh. Nay lại còn đội ơn săn sóc trông nom, thần cảm kích khôn xiết”. Vua bảo rằng: “Đức Xuyên tuổi đã già yếu mà còn có chí da ngựa bọc thây, nếu được nhiều người như thế thì còn lo gì”.
Tháng chạp năm đó, Đức Xuyên mất, thọ 66 tuổi. Vua rất thương xót, bảo bộ Lễ rằng: “Đức Xuyên là người trung dũng thật thà, giúp đức Hoàng khảo ta dẹp yên loạn lạc, đến khi thờ trẫm thì kính giữ tiết bề tôi, chẳng ngờ mắc bệnh hơn tuần mà đến không khỏi. Nghĩ đến người kỳ cựu, nói càng rơi lệ”.
Vua Minh Mạng truy tặng cho Đức Xuyên chức Thái phó, thụy là Trung Dũng (忠勇), cho hơn 30 tấm gấm đoạn và nhiễu, 3000 quan tiền tuất. Vua nghỉ chầu 3 ngày, sai quan đến tế. Ngày đưa tang lại nghỉ chầu 1 ngày, sai quan đến tế, hạ lệnh cho 1000 lính và 10 thớt voi đi đưa tiễn. Vua còn ban cho thêm 1400 quan tiền, 1000 phương gạo, cấp cho 10 người mộ phu. Con trai con gái của Xuyên đều được cấp tiền gạo.
Năm thứ 8 (1827), Đức Xuyên được phụ thờ ở Thế miếu. Lại cho bày thờ ở miếu Trung hưng công thần, bài vị đặt dưới ông Nguyễn Hoàng Đức. Vua dụ bộ Lễ rằng: “Nguyễn Đức Xuyên buổi đầu đương lúc mây sấm gian truân, theo đòi bên ngựa nơi hiểm, nơi bằng cũng thế, cho nên giúp thành nghiệp lớn, sánh hàng với các bậc công đầu. Sau khi chết đã từng truy tặng vẻ vang, lại chuẩn cho tòng tự ở miếu đình, ơn của nhà nước báo đền thật là ưu hậu. Nay nên cấp thêm tự điền 100 mẫu, để con cháu nối đời truyền giữ, thu tô và dùng vào việc thờ”.
Năm thứ 12 (1831), Đức Xuyên được truy tặng Tá vận Công thần, Đặc tiến Tráng vũ Tướng quân, Hữu quân Đô thống phủ chưởng phủ sự, Thái phó; cải thụy là Hoàn Dũng (桓勇), tước phong Khoái Châu Quận công (快州郡公).

## Hậu duệ
Quận công Đức Xuyên có 13 người con trai là Thiện, Hỗ, Nhân, Hựu, Phước, Hy, Ty, Kỳ, Niên, Lộc, Điện, Niên, Uy. Ông còn ít nhất 2 người con gái, được chính sử nhắc đến.
Gia Long năm thứ 16 (1817), Đức Thiện được ấm thụ làm Kiêu kỵ đô úy. Tháng 3 (âm lịch) năm sau (1818), Thiện lấy An Thái Công chúa Ngọc Nga con vua Gia Long, nhưng chưa được bao lâu thì phò mã Thiện mất ngay vào năm đó.
Đức Hỗ, em Thiện, được phong làm Vệ úy, trật Tòng tam phẩm, sau tập phong Khoái Châu bá. Hỗ cũng lấy một công chúa con vua Gia Long, là Nghĩa Hòa Công chúa Ngọc Nguyệt, được phong Phò mã đô úy. Còn Đức Nhân làm quan đến Vệ úy; Đức Hựu giỏi văn, làm quan đến Viên ngoại lang bộ Binh.
Một người con gái của Đức Xuyên, tên lả Nguyễn Thị Ngạn, sinh năm 1797, năm 1812 thì nhập cung hầu Gia Long, đến khi vua sắp mất thì cho về nhà theo ý Bà Ngạn vẫn còn giữ tiết không tái giá, được vua Minh Mạng ban thưởng cho 500 quan tiền và 500 phương gạo.
Người con gái thứ hai của Đức Xuyên tên là Nguyễn Thị Huyên, sinh năm 1807, được gả làm thiếp cho vua Thiệu Trị khi ông vẫn còn là Trường Khánh công. Khi vua Thiệu Trị đăng cơ, bà Huyên được phong dần đến chức Đức tần ở hàng Tam giai, sinh được Phú Lệ Công chúa Đôn Trinh và Phú Lương công Hồng Diêu.